# Sword of the Samurai (jeu vidéo, 1989)
Pour le jeu vidéo de 2002, voir Sword of the Samurai (jeu vidéo, 2002).
Sword of the Samurai est un jeu vidéo de stratégie, d’action et de rôle développé et publié par MicroProse en 1989 sur IBM PC. Le jeu se déroule dans le Japon médiéval du XVIe siècle, le joueur incarnant un jeune samouraï dont l’objectif est d’abord de devenir un daimyō, puis d’unifier le Japon. Pour cela, le joueur doit explorer le pays, combattre au sabre, conquérir de nouveaux territoires, négocier avec ses rivaux et accroitre sa réputation,,,,.